# 시오포크구

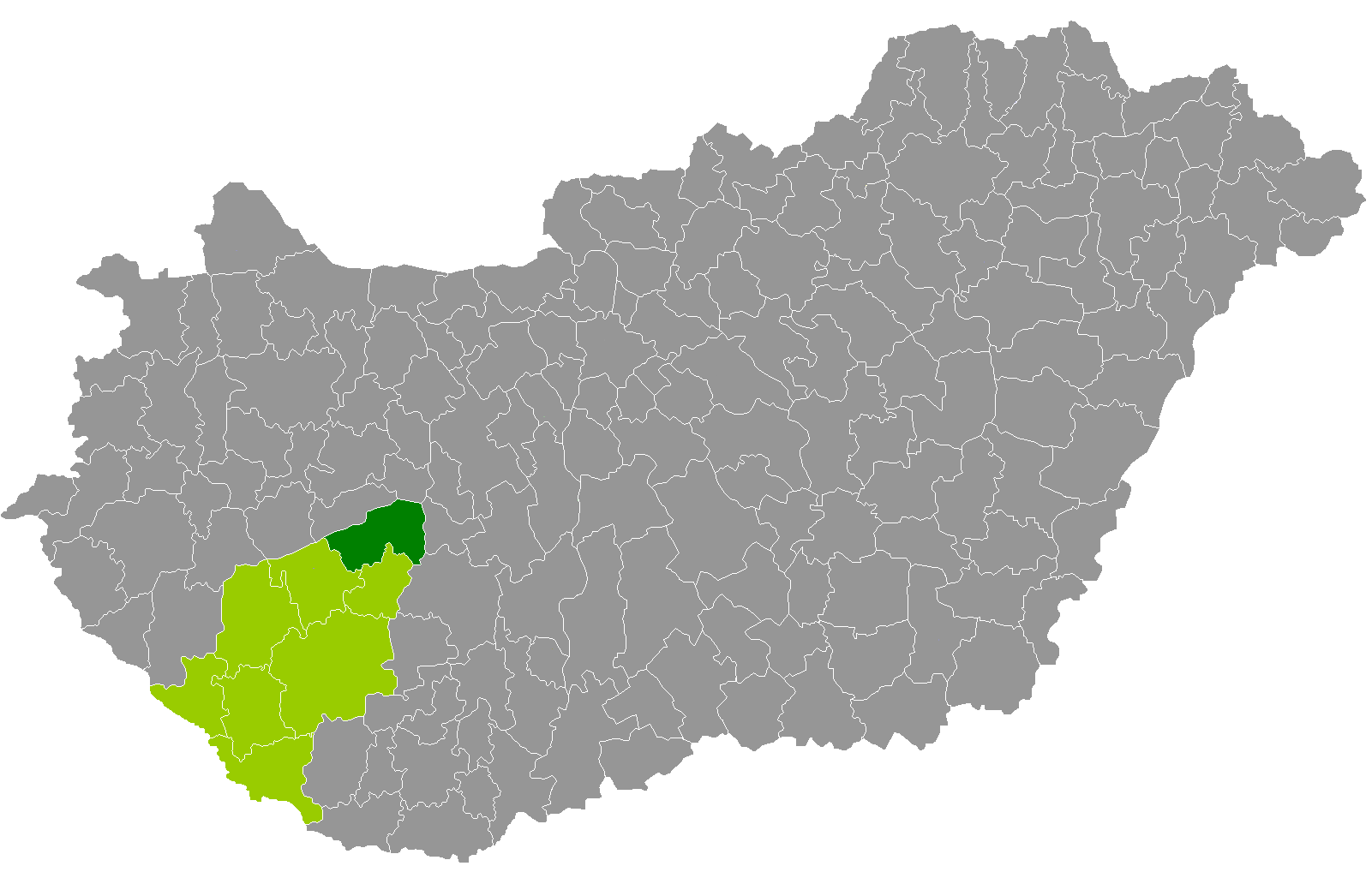
쇼모지주 지도에 표시된 시오포크구의 위치

시오포크구(헝가리어: Siófoki járás)는 헝가리 쇼모지주에 위치한 구로 구청 소재지는 시오포크이며 면적은 657.05km2, 인구는 51,099명(2011년 기준), 인구 밀도는 78명/km2이다.
북쪽으로는 베스프렘주 벌러톤퓌레드구, 벌러토널마디구, 동쪽으로는 페예르주 에닌그구, 남동쪽으로는 톨너주 터마시구, 남쪽으로는 터브구, 서쪽으로는 포뇨드구와 접한다. 24개 지방 자치체(3개 시, 21개 마을)를 관할한다.

구 문장